# دستگاه سنگ‌زنی

ماشین سنگ‌زنی (به انگلیسی: Grinding machine) ابزاری  برای ایجاد سطح بسیار صاف یا برداشتن مقدار کمی از یک قطعه است. ماشین سنگ‌زنی دارای چرخی سنگی و ساینده است که با چرخش خود، از قطعه، بُراده برمی‌دارد. این چرخ مزبور از انواع گوناگون سنگ، الماس یا دیگر مواد معدنی ساخته می‌شود.

## تاریخچه
سنگ‌زنی از جمله فرایندهایی است که از زمان انسان اولیه و غارنشین در ساخت جنگ‌افزار و ابزارهای ابتدایی مورد استفاده قرار گرفته‌است و تا امروز در کارهای ساده و پیچیده تولیدی، از تیز کردن لبه چاقو گرفته تا تولید حساس‌ترین تلسکوپ‌ها از این روش استفاده می‌شود.
تا چند دهه پیش، پیشرفت صنعتی با حجم تولید فولاد و میزان صادرات سنجیده می‌شد. اما امروزه، کیفیت تولید در نظر گرفته می‌شود. یکی از فرایندهای اصلی که بر کیفیت تولید تأثیر می‌گذارد فرایند سنگ‌زنی است.

## گونه‌ها
- تسمه‌ای
- رومیزی
- گردساب
- تخت
- سنگ ابزار و تیغه‌ها
- چرخ‌دنده

## نگارخانه

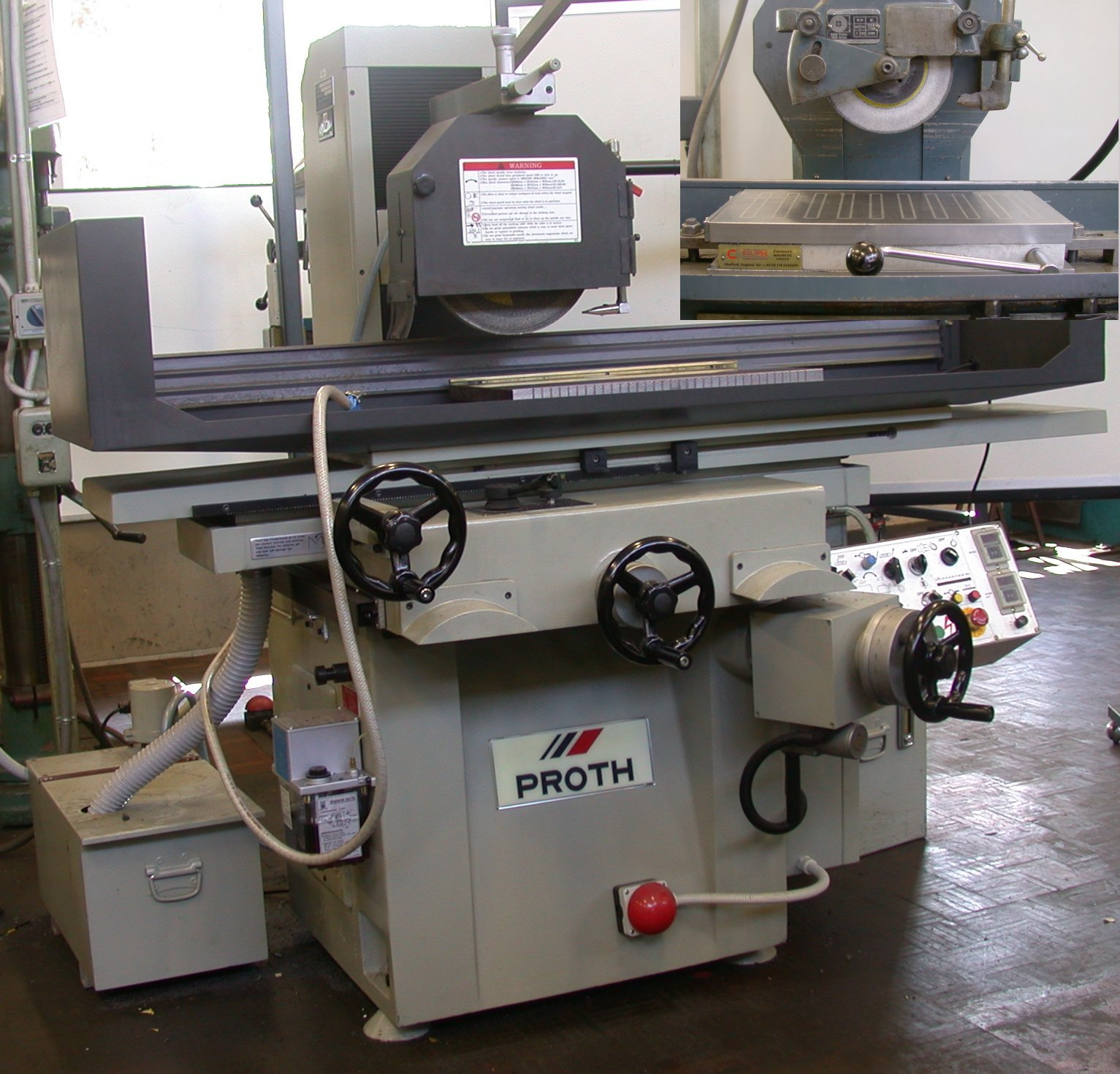
سنگ‌زن تخت
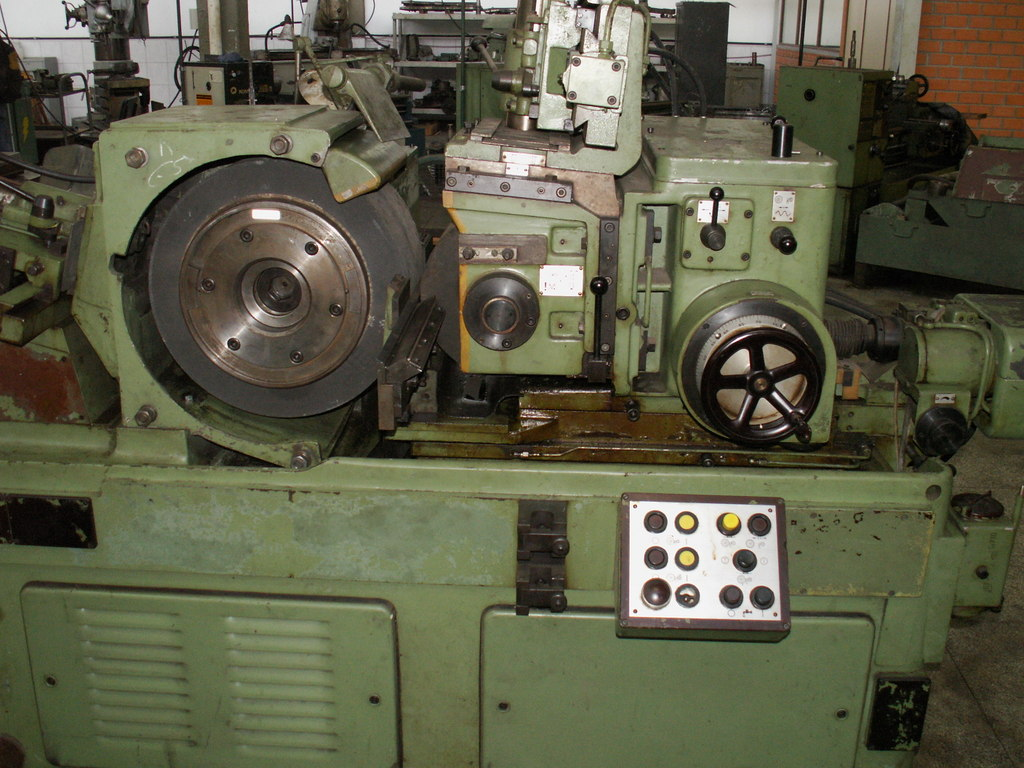
سنگ‌زن گردساب
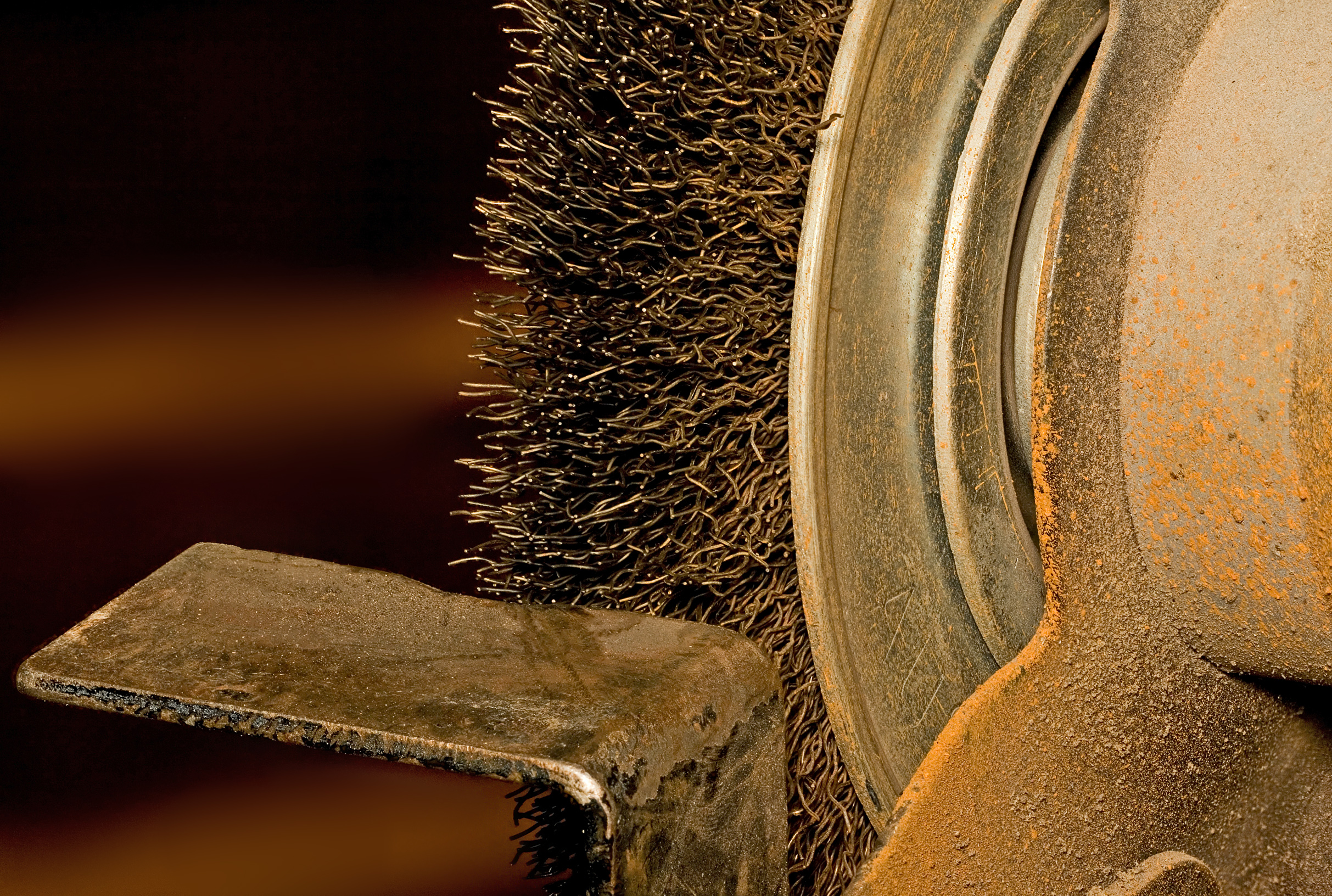
سنگ‌زن رومیزی با بروس سیمی ۸ اینچی